# Lil Bub
Lil BUB (Lillian Bubbles) a fost o pisică faimoasă, cu o înfățișare unică. Proprietarul ei, Mike Bridavsky, a adoptat-o la cererea prietenilor lui, care o găsiseră în gunoi. Pozele cu Lil BUB au fost postate prima oară pe Tumblr în noiembrie 2011. Pagina de Facebook a lui "Lil Bub" a primit mai mult de 2 milioane de like-uri. Lil Bub a fost vedeta din Lil Bub & Friendz, un documentar care a avut premiera la Tribeca Film Festival în 18 aprilie 2013.

## Înfățișare deosebită
Lil Bub avea întotdeauna limba scoasă deoarece a avut un maxilar inferior foarte mic și nu avea dinți. Cu toate acestea, avea un apetit normal.

## Boli
Lil Bub avea polidactilie și suferea și de o boală a oaselor numită osteopetroză, pentru care primea tratament.

## Interesantă pentru oamenii de știință
Un grup de oameni de știință au lansat o campanie pe websitul Experiment.com pentru secvențierea genomului lui Lil Bub. Scopul acestul proiect este înțelegerea înfățisării unice a lui Lil Bub. Campania de strângere de fonduri s-a încheiat în 25 mai 2015.